# Martín Vázquez de Arce
Martín Vázquez de Arce, el Doncel de Sigüenza (?, 1461 - Julio de 1486, Granada, Reino nazarí de Granada).

## Biografía
Apenas se conoce información sobre su nacimiento, pero sí las circunstancias de su muerte durante la Guerra de Granada, en la acción militar de la Acequia Gorda de la Vega de Granada, en 1486. Se ha convertido en una figura romántica por el aspecto sereno y meditabundo de su excepcional sepulcro en la catedral de Sigüenza, una de las joyas de la estatuaria fúnebre de todos los tiempos y símbolo de la ciudad.
Su padre fue secretario personal de la familia de Mendoza, residiendo en la ciudad de Guadalajara, donde Martín se convirtió en paje del primer duque del Infantado. Tuvo una hija, de nombre Ana.
Se encuentra enterrado en la catedral de Sigüenza. Su sepulcro es una de las principales esculturas del gótico en España.
En realidad la palabra "Doncel" para referirse a esta figura de Martín Vázquez de Arce es errónea pues el susodicho cuando falleció tendría unos 25 años, una edad madura, y no un joven de entre 12 y 16 años, cuya familia estaba compuesta por hidalgos o caballeros cercanos a la nobleza, que es a lo que se refiere la palabra "Doncel".